# Scolopendra cingulata
Espèce
La Scolopendre méditerranéenne (Scolopendra cingulata) est une espèce de myriapodes chilopodes de la famille des Scolopendridae, du genre Scolopendra.
Cette scolopendre ne présente pas de danger pour l'homme : son venin a une toxicité faible et est bien moins toxique que celui des espèces tropicales géantes tel la scolopendre du Vietnam.

## Description
Scolopendra cingulata peut atteindre une longueur de 15 cm (10 cm en moyenne). Sa couleur varie d'une région à l'autre ; les derniers segments vers l'arrière sont d'ordinaire plus foncés, ce qui fait paraître ces animaux tigrés. Mais pour les différencier des autres espèces, il faut examiner leurs parties génitales.

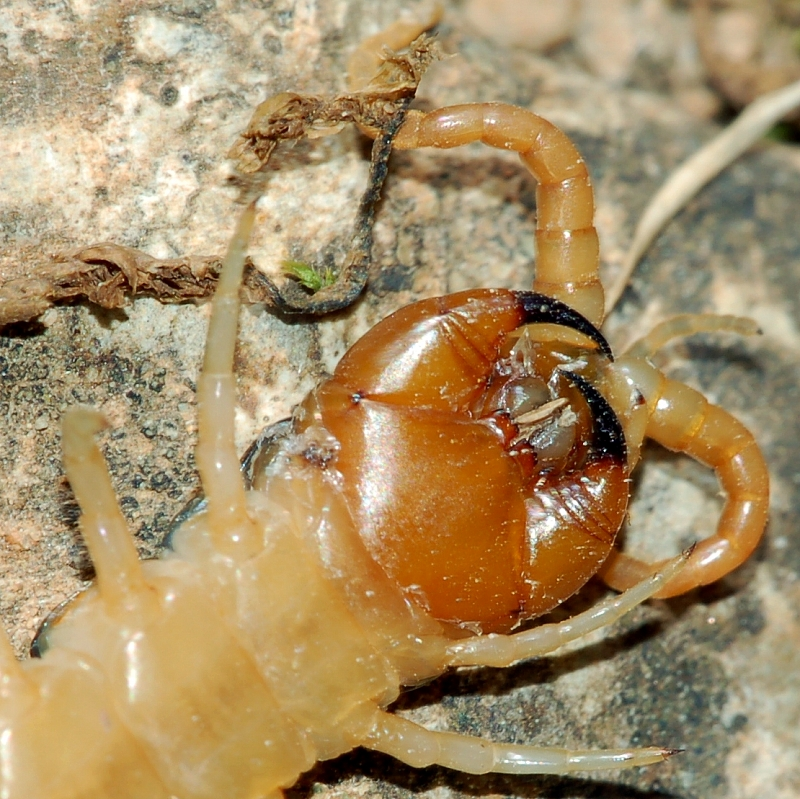
Gros plan sur les forcipules (1re paire de pattes transformées).
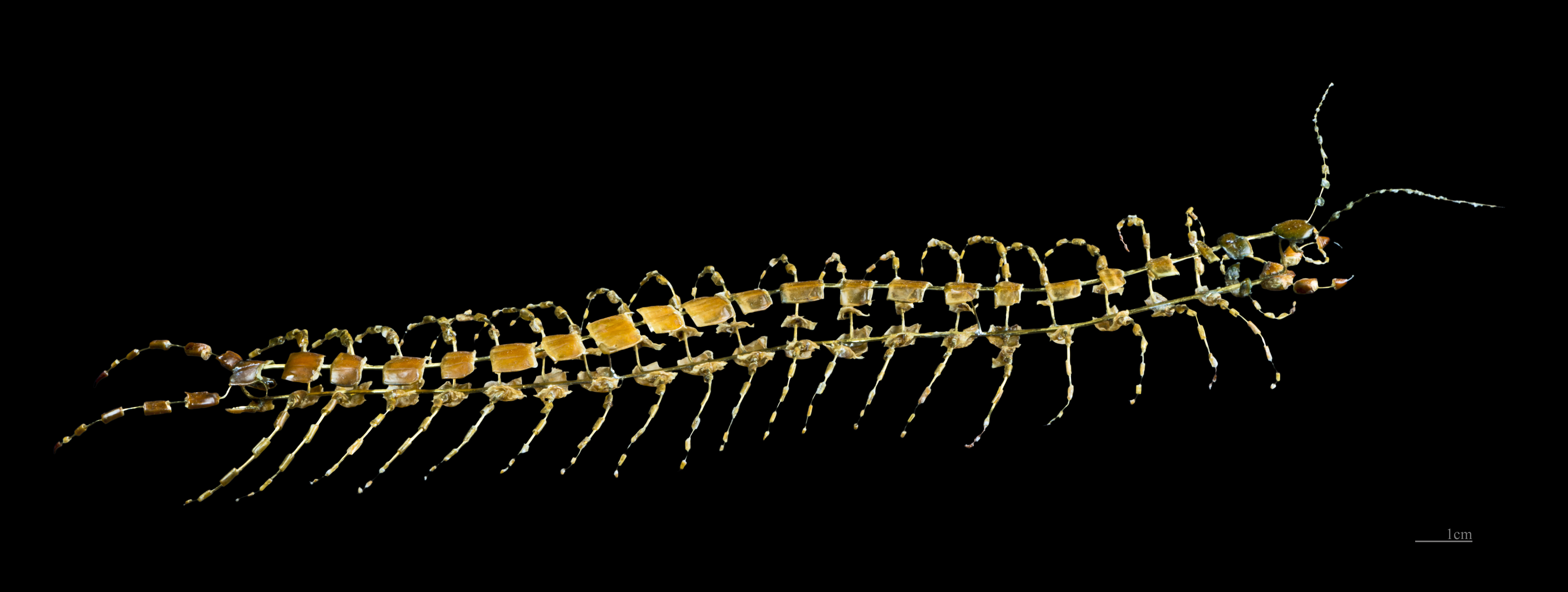
Désarticulé à la Beauchêne MHNT.
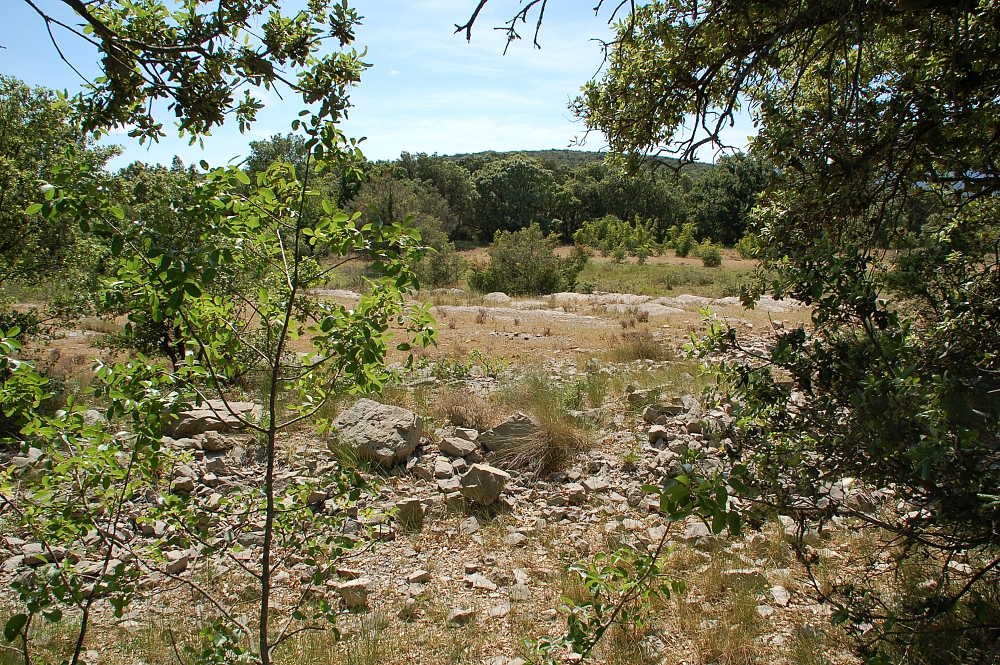
Son habitat.

Ses deux forcipules, les deux crochets formés par les maxillipèdes (pattes modifiées par la mastication des aliments) dans l'appareil buccal, injectent un venin qui a des effets très douloureux mais non mortels pour les humains.

## Répartition et habitat
Elle est répandue sur tout le contour de la mer Méditerranée, du Portugal aux rivages de la mer Noire. Elle est absente au nord des Alpes. Les six autres espèces européennes sont elles aussi visiblement confinées à une aire géographique qui leur est propre :
- Scolopendra canidens Newport 1844 : Grèce ;
- Scolopendra clavipes C.L.Koch 1847 : Grèce ;
- Scolopendra cretica Attems 1902 : Crète ;
- Scolopendra dalmatica C.L.Koch 1847 : Méditerranée centrale et orientale (de l'Italie à la Grèce) ;
- Scolopendra oraniensis H. Lucas 1846 : Méditerranée centrale et occidentale (du Portugal à l'Italie) ;
- Scolopendra valida H. Lucas 1840 : Îles Canaries.

## Biologie
Scolopendra cingulata est un prédateur nocturne qui se nourrit non seulement d'insectes, mais aussi parfois de petits vertébrés comme de jeunes lézards. Le jour, elle se dissimule généralement sous de grandes pierres et dans les crevasses du sol desséché, où elle se protège de la chaleur et de la déshydratation. Pour cette raison, on la trouvera le plus souvent dans les paysages ouverts et rocailleux. Bien que ces animaux soient présents dans de nombreux biotopes, il est difficile de les dénicher sans les conseils d'une personne expérimentée. On peut aussi la trouver dans les maisons mais de façon très rare.

### Reproduction
À la saison de reproduction, la femelle construit une cavité et ensuite pond les œufs, qu'elle protège de son corps.

## Systématique
L'espèce Scolopendra cingulata a été décrite par l'entomologiste français Pierre-André Latreille en 1789.

### Synonymie
- Scolopendra cingulata hispanica Newport, 1845
- Scolopendra cingulata nigrifrons Koch, 1847
- Scolopendra cingulata thracia Verhoeff, 1928

## La Scolopendre méditerranéenne et l'Homme
Comme d'autres espèces du genre Scolopendra, elle fait partie du petit nombre d'invertébrés à attaquer lorsqu'elle est menacée. Son venin n'est toutefois pas mortel pour l'homme. Cependant, sa morsure est particulièrement douloureuse et provoque la nécrose des tissus touchés. Aussi faut-il toujours lui laisser la possibilité de s'enfuir, lorsqu'on en trouve une lors d'une exploration.
En cas de morsure, nettoyer et désinfecter la plaie. Si la douleur et les démangeaisons deviennent dérangeantes, prendre un antihistaminique et du paracétamol. Dans le cas où les symptômes persistent, rendez vous néanmoins dans un lieu médicalisé.